# Cerco de Perisapora
O Cerco de Perisapora ocorreu quando o imperador Juliano, o Apóstata (r. 361–363) sitiou a cidade entre 27-29 de abril de 363 durante sua guerra contra o Império Sassânida do xá Sapor II (r. 309–379). Após uma difícil luta contra os citadinos, os romanos foram capazes de forçar os habitantes a renderem a cidade, que foi capturada e incendiada. Essa vitória permitiu a Juliano prosseguir marcha rumo a Ctesifonte, a capital sassânida.

## Antecedentes
Depois de organizar os assuntos políticos do Império Romano em Constantinopla, o imperador Juliano, o Apóstata reuniu um exército de 65-83 mil[a] ou 80-90 mil homens, homens em Antioquia para sua invasão do Império Sassânida. Ao chegar em Carras, Juliano enviou os generais Procópio e Sebastiano com 30 mil homens à Armênia para unir-se ao exército de 24 mil do rei Ársaces II (r. 350–368).
Juliano tinha frota de mais de mil navios em Samósata a fim de fornecer suprimentos para seu exército para marchar pelo Eufrates e 50 navios de pontão para facilitar a travessia do rio. Procópio e os armênios marchariam pelo Tigre para encontrá-lo próximo de Ctesifonte. Seu objetivo final parece ter sido "mudança de regime", substituindo o xá Sapor II (r. 309–379) por seu irmão Hormisda.
Após fingir uma marcha mais para leste, o exército de Juliano virou-se para sul em Circésio chegando no começo de abril na confluência do Cabur com o Eufrates. Passando por Dura Europo em 6 de abril, o exército fez bom progresso, ignorando cidades após negociações e sitiando aquelas que escolheram se opor a ele.

## Cerco
Próximo ao fim do mês, talvez dia 27, Juliano e seu exército chegaram diante de Perisapora. O imperador, após analisar as muralhas e a situação, iniciou o cerco com cautela na esperança de aterrorizar os defensores e conduzi-los a rendição. Os romanos conduziram negociações com os citadinos, mas eles recusaram-se a ceder, e o cerco começou. As muralhas estavam cercadas por uma linha tripla de homens armados, e do amanhecer ao anoitecer, os exércitos se confrontaram com projéteis. Os defensores, cheios de coragem, espalharam sobre as muralhas em toda parte tiras soltas de manta para restringir a força dos mísseis e protegeram-se com escudos feitos de salgueiro e cobertos com grossas camadas de couro; segundo Amiano Marcelino, resistiam resolutamente e pareciam como se fossem de ferro e seus escudos cobriam todo a corpo, protegendo-os da cabeça aos pés.
Durante o cerco, solicitaram audiência com Hormisda, pois era compatriota e membro da família real, mas quando ele aproximou-se foi alvejado com insultos e abusos, sendo chamado de traidor e desertor. Tais deliberações arrastaram pelo dia todo, mas à noite as armas de cerco foram trazidas e as trincheiras estavam sendo preparadas. Quando os defensores perceberam essa movimentação, e também devido aos danos causados por um aríete a uma torre lateral, abandonaram as muralhas duplas e ocuparam a cidadela conectada a elas, que estava localizada sobre um planalto precipitado no topo de uma montanha áspera. Confiantes, os romanos apressaram-se para invadir Perisapora pela obstrução na torre lateral e lutaram ferozmente com os habitantes, que lançavam-lhes projéteis de todos os tipos a partir da cidadela. Segundo Marcelino, apesar de pressionados por catapultas e balistas, os citadinos utilizaram arcos fortemente esticados, cujas curvas largas que estendiam-se de ambos os lados estavam dobradas tão placidamente que, quando as cordas foram soltas pelos dedos, as flechas com pontas de ferro que lançavam em violentos ataques colidiam nos corpos expostos dos romanos e os transfiguraram com efeito mortal.
Ambos os exércitos também se enfrentaram com chuvas de pedras que lançavam com as mãos. Nenhum dos lados desistiu de lutar e a escaramuça persistiu do amanhecer ao anoitecer inconclusivamente. No dia seguinte, os inimigos continuaram a batalha muito ferozmente, com muitas baixas de ambos os lados, e sua força, por estar equiparada, manteve a vitória sobre a balança. Juliano, tentando conseguir a vantagem, se cercou com um grupo de soldados em formação de cunha e protegeu-se da chuva de flechas por escudos dispostos juntos. Em seguida, marchou com esses homens para próximo do portão inimigo, que estava fortemente coberto com ferro, na esperança de forçar sua entrada. Eles resistiram por algum tempo as saraivadas de pedras, projéteis de fundas e outros projéteis, mas ao perceber que não conseguiria alcançar seu objetivo, retirou-se com seus homens, que foram levemente feridos. Amiano afirma que o imperador não se feriu, mas envergonhou-se por não ter conseguido emular Cipião Africano, que na companhia de Políbio e no comando de 30 soldados, tomou uma porta de Cartago num ataque semelhante. Apesar disso, o autor também afirma que as condições e Cipião eram diferentes daquelas de Juliano, o que facilitou a missão do primeiro.
Essas ações prosseguiram com pressa e confusão, e como era evidente que a construção de manteletes e montículos seria difícil por outros assuntos urgentes, Juliano ordenou que construíssem a helépolis (torre móvel). Ao perceberem qual era o plano dos sitiadores, os defensores consideram as ofertas dos romanos e de repente começaram a orar e ficaram de pé sobre as torres e muralhas com as mãos estendidas implorando por proteção, perdão e suas vidas. Ao fazê-lo, perceberam que os romanos que trabalhavam na construção da torre ficaram imóveis, em sinal de paz, e os sitiados solicitaram nova discussão com Hormisda. O pedido foi aceito, e Mamersides, comandante da guarnição, desceu numa corda e foi levado pelo imperador, de quem obteve promessa de salvo-conduto para si e seus seguidores, e então recebeu permissão para retornar. Mamersides informou os citadinos da garantias do imperador, e todos fizeram ritos religiosos para celebrar a conquista.

## Rescaldo
As portas foram abertas, e os locais saíram gritando que um potente anjo protetor apareceu diante deles na forma de um grande e misericordioso césar. Apenas 2 500 indivíduos foram feitos prisioneiros, pois o resto da população, antecipando o cerco, cruzou o rio em pequenos barcos. Na cidadela, os romanos encontraram grande quantidade de armas e provisões. Eles coletaram tudo o que precisavam e incendiaram o resto junto com a cidade. Um dia após o fim do cerco, o general persa Surena emboscou três esquadrões de cavalaria, matou alguns poucos deles, incluindo um dos tribunos, e capturou um estandarte. Apesar do revés, os romanos seguiram marcha e dirigiram-se à Maiozamalca, que foi cercada.